# Combat de Saint-Tropez
Guerre de Succession d'Autriche
Batailles
- Mollwitz (04-1741)
- Chotusitz (05-1742)
- Sahay (05-1742)
- Prague (06/12-1742)
- Dettingen (06-1743)
- Cap Sicié (02-1744)
- 19 mai 1744
- Menin (05/06-1744)
- Ypres (06-1744)
- Furnes (07-1744)
- Fribourg (11-1744)
- Tournai (04/06-1745)
- Pfaffenhofen (04-1745)
- Fontenoy (05-1745)
- Hohenfriedberg (06-1745)
- Melle (07-1745)
- Gand (07-1745)
- Bruges (07-1745)
- Audenarde (07-1745)
- Termonde (08-1745)
- Ostende (08-1745)
- Nieuport (08/09-1745)
- Ath (09/10-1745)
- Soor (09-1745)
- Hennersdorf (11-1745)
- Kesselsdorf (12-1745)
- Culloden (04-1746)
- Mons (06/07-1746)
- Bruxelles (01/02-1746)
- Namur (09-1746)
- Charleroi (07/08-1746)
- Lorient (09/10-1746)
- Rocourt (10-1746)
- Cap Finisterre (1er) (05-1747)
- Lauffeld (07-1747)
- Bergen-op-Zoom (07/09-1747)
- Cap Finisterre (2e) (10-1747)
- Saint-Louis-du-Sud (03-1748)
- 18 mars 1748
- Maastricht (04/05-1748)

Campagnes italiennes
- Combat de Saint-Tropez (06-1742)
- Camposanto (02-1743)
- Villafranca (04-1744)
- Casteldelfino (07-1744)
- Velletri (08-1744)
- Madonne de l'Olmo (09-1744)
- Bassignana (09-1745)
- Josseau (10-1745)
- Plaisance (06-1746)
- Tidone (08-1746)
- Rottofreddo (08-1746)
- Gênes (1er) (12-1746)
- Gênes (2e) (07-1747)
- Assietta (07-1747)

Le combat de Saint-Tropez, du 13 juin 1742, est une opération navale mineure menée par les Britanniques contre une escadre espagnole dans le port français de Saint-Tropez. 

## Contexte général
Il s'inscrit dans le contexte de la guerre de l'oreille de Jenkins, commencée en 1739 entre la Grande-Bretagne et l'Espagne, mais aussi dans le cadre de la guerre de Succession d'Autriche, commencée en 1740, dans laquelle la France de Louis XV et l'Espagne de Philippe V sont alliées contre l'Autriche (Marie-Thérèse) alliée à la Grande-Bretagne (George II).
Cependant, à cette date, la France n'a pas déclaré la guerre à l'Autriche ni à la Grande-Bretagne (elle le fera en 1744), de sorte que les ports français sont prétendument neutres.

## Circonstances
En 1741, le roi d'Espagne envoie par mer 50 000 hommes combattre les Autrichiens en Italie. Les Britanniques envoient alors une flotte en Méditerranée, pour, d'une part, empêcher de nouveaux départs de troupes du port de Barcelone, d'autre part surveiller les mouvements des navires espagnols le long des côtes françaises et italiennes. En février 1742, le roi de Sardaigne, Charles-Emmanuel III, qui règne aussi sur le Piémont et sur la Savoie, s'allie avec l'Autriche (convention de Turin). 
Installé dans les ports piémontais de Villefranche-sur-Mer (Villafranca) et d'Hyères, l'amiral Richard Lestock surveille la côte provençale, car une flotte espagnole s'est réfugiée dans le port de Toulon.

## Bataille
Le 13 juin 1742, le capitaine Norris observe des galères espagnoles ancrées près de l'île Sainte-Marguerite et lance une attaque. Les galères se réfugient dans le port de Saint-Tropez, dont le gouverneur refuse de les obliger à regagner la haute-mer. Elles sont incendiées dans le port. Les marins survivants rejoignent par voie de terre la flotte espagnole à Toulon.

## Conséquences
La France proteste, mais il est évident que les Espagnols usent des ports français comme base arrière. Du côté britannique, le capitaine Norris est décoré par le roi George II. Du côté espagnol, don Donato Domas[Qui ?] est traduit en cour martiale, mais acquitté car il a fait son devoir. Cette affaire contribue à augmenter la tension entre la France et l'Angleterre.